# 马纳日
马纳日（法語：Manage，發音：[manaʒ] ⓘ）是比利时瓦隆大区埃諾省蘇瓦尼區的市镇，通行法语，是比利时法语社群的一部分，面积19.68平方千米，2018年1月1日人口23,122人。

## 友好城市
- 法國 朗德勒西（1962年）
- 法國 圣洛朗梅多克（1990年）
- 義大利 贝瓦尼亚（1999年）